# أبو إسماعيل محمد بن إسماعيل السلمي
أبو إسماعيل محمد بن إسماعيل بن يوسف السلمي الترمذي، ثم البغدادي. محدث من أئمة ورواة الحديث وهو ثقة، ولد بعد التسعين ومائة، وجمع وصنف، وطال عمره، ورحل الناس إليه. توفي في رمضان، سنة ثمانين ومائتين.

## روايته للحديث النبوي
- سمع: محمد بن عبد الله الأنصاري، وأبا نعيم، وقبيصة بن عقبة، ومسلم بن إبراهيم، والحميدي، وسعيد بن أبي مريم، وعارما، وحماد بن مالك الحرستاني، وإسحاق بن الأركون، ونعيم بن حماد، وطبقتهم بالحجاز والشام، ومصر والعراق.
- حدث عنه: أبو داود، والترمذي، والنسائي، وابن أبي الدنيا، وموسى بن هارون، وابن صاعد، وابن مخلد، والمحاملي، وإسماعيل الصفار، وأحمد بن كامل، وخيثمة بن سليمان، وأبو سهل بن زياد، وأبو بكر الشافعي، وأبو بكر النجاد، وأبو عبد الله بن محرم، وخلق كثير.[4]

## أقوال العلماء فيه
- ذكره أبو حاتم بن حبان البستي في الثقات.
- وقال أبو حاتم الرازي: تكلم فيه.
- وقال الدارقطني: ثقة صدوق تكلم فيه أبو حاتم.
- وقال ابن حجر العسقلاني: ثقة حافظ لم يتضح كلام أبي حاتم فيه.
- وقال الذهبي: الحافظ، انبرم الحال على توثيقه وإمامته .
- وقال أبو عبد الله الحاكم النيسابوري: ثقة مأمون.
- وقال أحمد بن شعيب النسائي: ثقة.
- وقال أحمد بن محمد الخلال: معروف ثقة، كثير العلم متفقه.
- وقال الخطيب البغدادي: فهم متقن مشهور بمذهب السنة.
- وقال عمر بن إبراهيم الكتاني: صدوق مشهور بالطلب.
- وقال مسلمة بن القاسم الأندلسي: ثقة.
- وقال يعقوب بن إسحاق الهروي: ثقة.